# Sorghastrum scaberrimum
Sorghastrum scaberrimum là một loài thực vật có hoa trong họ Hòa thảo. Loài này được (Nees) Herter miêu tả khoa học đầu tiên năm 1940.